# Trechnites manaliensis
Trechnites manaliensis är en stekelart som beskrevs av Hayat, Alam och Agarwal 1975. Trechnites manaliensis ingår i släktet Trechnites och familjen sköldlussteklar. Inga underarter finns listade i Catalogue of Life.